# シリーズ10min.楽々パソコン
『シリーズ10min.楽々パソコン』（シリーズテンミニッツらくらくパソコン）は、NHK教育テレビジョンで1996年4月8日から10月9日まで放送されていた中学生・高校生向けの学校放送（教科：情報）である。

## 概要
スタジオで様々なキャラクターに扮した松島がパソコンに関する質問を投げかけて、レポーターの諸隈が調査する。

## 放送時間
| 期間                   | 放送時間                      |
| ---------------------- | ----------------------------- |
| 1996年4月8日 - 10月9日 | 月曜日 - 木曜日 12:20 - 12:30 |

## 出演者
- ナビゲーター - 松島大作[4]
  - テーマによっては「Mr.ネットワーカー」[4][5][6]・「Mr.ミュージシャン」[4]・「Mr.エンジニア」[7]・「Mr.編集長」[8]として登場。
- レポーター - 諸隈里美[4]
  - 松島からは「里美ちゃん」と呼ばれる。

## 放送リスト
| テーマ                     | タイトル                 | 初回放送日     |
| -------------------------- | ------------------------ | -------------- |
| きみもネットワーカー       | 通信はじめまして         | 1996年04月08日 |
| きみもネットワーカー       | ネットにアクセス         | 1996年04月09日 |
| きみもネットワーカー       | 開けホームページ         | 1996年04月10日 |
| きみもネットワーカー       | 広がれネットワーク       | 1996年04月11日 |
| きみもミュージシャン       | 作曲への序曲             | 1996年04月22日 |
| きみもミュージシャン       | 作曲してみよう           | 1996年04月23日 |
| きみもミュージシャン       | 演奏してみよう           | 1996年04月24日 |
| きみもミュージシャン       | パソコン版名曲アルバム   | 1996年04月25日 |
| きみもデザイナー           | パソコンでアート         | 1996年05月13日 |
| きみもデザイナー           | デザイン自由自在         | 1996年05月14日 |
| きみもデザイナー           | 気分はアーティスト       | 1996年05月15日 |
| きみもデザイナー           | 電脳デザイン工房         | 1996年05月16日 |
| きみもアニメーター         | パソコンでアニメ         | 1996年05月27日 |
| きみもアニメーター         | 動けキャラクター         | 1996年05月28日 |
| きみもアニメーター         | パソコンアニメ劇場       | 1996年05月29日 |
| きみもアニメーター         | びっくりアニメーション   | 1996年05月30日 |
| きみもエンジニア           | ただいま設計中           | 1996年08月26日 |
| きみもエンジニア           | こちら紙ヒコーキメーカー | 1996年08月27日 |
| きみもエンジニア           | ロボットに挑戦           | 1996年08月28日 |
| きみもエンジニア           | メカニック最前線         | 1996年08月29日 |
| きみもサイエンティスト     | パソコンは実験助手       | 1996年09月09日 |
| きみもサイエンティスト     | 電脳ラボラトリー         | 1996年09月10日 |
| きみもサイエンティスト     | 科学情報オンライン       | 1996年09月11日 |
| きみもサイエンティスト     | サイエンス最前線         | 1996年09月12日 |
| きみもマルチメディア編集長 | こちら編集部             | 1996年09月30日 |
| きみもマルチメディア編集長 | 編集すいすい             | 1996年10月01日 |
| きみもマルチメディア編集長 | これぞDTP                | 1996年10月02日 |
| きみもマルチメディア編集長 | 新聞のできるまで         | 1996年10月03日 |